# Les Ombres errantes
Les Ombres errantes est le titre d'un essai de Pascal Quignard paru le 28 août 2002 aux éditions Grasset et ayant obtenu le prix Goncourt la même année. Ce recueil d'aphorismes est le premier tome de Dernier Royaume, ouvrage monumental auquel Pascal Quignard dit vouloir à présent[Quand ?] se consacrer exclusivement.

## Historique
L'essai reçoit le prix Goncourt en novembre 2002, au troisième tour de scrutin, par six voix contre deux à Tigre en papier d'Olivier Rolin et deux à Assam de Gérard de Cortanze (L'Insensé de Morgan Sportès était aussi finaliste), grâce au soutien d'Edmonde Charles-Roux et de François Nourissier et malgré la vive opposition de Jorge Semprún qui, fait rarissime, se désolidarise du choix du jury après la proclamation des résultats suivi d'une vive polémique dans les cénacles littéraires,.
Auparavant, plusieurs romans furent sélectionnés mais non retenus dans le vote final par l'Académie Goncourt : Mon père d'Éliette Abécassis, Nous arrêterons le soleil de Françoise Bouillot, L'Impatiente de Freud de Quentin Debray, Capitaine Troy de Stéphane Denis, La Mort du roi Tsongor de Laurent Gaudé, La Mission des frontières de Gilles Lapouge, Maestro d'Eduardo Manet, La Mélancolie des innocents de Jean-Pierre Milovanoff, Podium de Yann Moix et Alain Zannini de Marc-Édouard Nabe. L'absence de Pourquoi le Brésil ? et de L'Étoile des amants de Philippe Sollers surprend.

## Résumé
Atypique par sa forme, cet ouvrage tient à la fois du poème, du conte philosophique, de l'essai et de l'œuvre de fiction. Les fragments et digressions mènent le lecteur de méditations en anecdotes ou scènes historiques, où l'on croise le dernier roi de Rome Syagrius, Monsieur de Saint-Cyran ou Emily Brontë. Les thèmes du passé, du langage, du sexe ou de la mort traversent cette œuvre sombre et inclassable.

## Éditions
- Les Ombres errantes, éditions Grasset, 2002  (ISBN 2-246-63741-4).
- Les Ombres errantes, Folio, 2004  (ISBN 978-2070427796)